# Abborrtjärnen (Piteå socken, Norrbotten, 726922-173269)
Abborrtjärnen är en sjö i Piteå kommun i Norrbotten och ingår i Lillpiteälvens huvudavrinningsområde.